# Steve Biko

Steve Biko

Bantu Stephen Biko (18 tháng 12 năm 1946   - 12 tháng 9 năm 1977) là một nhà hoạt động chống phân biệt chủng tộc người Nam Phi. Về mặt tư tưởng là một người theo chủ nghĩa dân tộc và chủ nghĩa xã hội châu Phi, ông đã đi đầu trong một chiến dịch chống phân biệt chủng tộc ở cơ sở được gọi là Phong trào Ý thức Đen trong những năm cuối thập niên 1960 và 1970. Ý tưởng của ông đã được khớp nối trong một loạt các bài báo được xuất bản dưới bút danh Frank Talk.
Lớn lên trong một gia đình nghèo Xhosa, Steve Biko lớn lên ở thị trấn Ginsberg ở Đông Cape. Năm 1966, ông bắt đầu học ngành y tại Đại học Natal, nơi ông gia nhập Liên minh sinh viên quốc gia Nam Phi (NUSAS). Mạnh mẽ trái ngược với phân biệt chủng tộc Hệ thống phân biệt chủng tộc và trắng thiểu số cai trị ở Nam Phi, Biko đã thất vọng rằng NUSAS và các nhóm chống chủ nghĩa apartheid khác đã giúp trắng chủ nghĩa tự do, chứ không phải bởi những người da đen, người bị ảnh hưởng nhiều nhất bởi chủ nghĩa apartheid. Steve Biko tin rằng ngay cả khi có thiện chí, những người tự do da trắng không hiểu được kinh nghiệm đen và thường hành động theo kiểu gia trưởng. Ông đã phát triển quan điểm rằng để tránh sự thống trị của người da trắng, người da đen phải tổ chức một cách độc lập và đến cuối cùng, ông đã trở thành một nhân vật hàng đầu trong việc thành lập Tổ chức Sinh viên Nam Phi (SASO) vào năm 1968. Tư cách thành viên chỉ dành cho " người da đen ", một thuật ngữ mà Steve Biko đã sử dụng để chỉ không chỉ những người châu Phi nói tiếng Bantu mà còn cả người da màu và người Ấn Độ. Ông cẩn thận giữ cho phong trào của mình độc lập với những người tự do da trắng, nhưng phản đối chủ nghĩa phân biệt chủng tộc chống người da trắng và có nhiều người bạn và người yêu màu trắng khác nhau. Chính phủ của Đảng Dân tộc thiểu số da trắng ban đầu rất ủng hộ, coi sáng tạo của SASO là một chiến thắng cho chủ nghĩa phân biệt chủng tộc của apartheid.
Bị ảnh hưởng bởi các nhà triết học Martinic Frantz Fanon và Phong trào Sức mạnh Đen của người Mỹ gốc Phi, Biko và đồng bào của ông đã phát triển ý thức Đen như ý thức hệ chính thức SASO của. Phong trào vận động chấm dứt phân biệt chủng tộc và sự chuyển đổi của Nam Phi theo hướng phổ thông đầu phiếu và nền kinh tế xã hội chủ nghĩa. Nó tổ chức các Chương trình Cộng đồng Đen (BCP) và tập trung vào việc trao quyền tâm lý cho người da đen. Biko tin rằng người da đen cần loại bỏ mọi cảm giác về sự thấp kém về chủng tộc, một ý tưởng mà anh thể hiện bằng cách phổ biến khẩu hiệu " màu đen là đẹp ". Năm 1972, ông đã tham gia sáng lập Hội nghị Nhân dân Đen (BPC) để thúc đẩy các ý tưởng Ý thức Đen trong dân số rộng lớn hơn. Chính phủ đã đến xem Biko như một mối đe dọa lật đổ và đặt anh ta theo lệnh cấm vào năm 1973, hạn chế nghiêm ngặt các hoạt động của Steve Biko. Ông vẫn hoạt động chính trị, giúp tổ chức các BCP như một trung tâm chăm sóc sức khỏe và một cơ sở ở khu vực Ginsberg. Trong thời gian bị cấm, ông đã nhận được nhiều lời đe dọa nặc danh, và đã bị an ninh nhà nước giam giữ nhiều lần. Sau khi bị bắt vào tháng 8 năm 1977, Biko đã bị các nhân viên an ninh nhà nước đánh đập nặng nề, dẫn đến cái chết của ông. Hơn 20.000 người đã tham dự lễ tang của Steve Biko.
Danh tiếng của an ninh nhà nước lan truyền sau đó. Ông trở thành chủ đề của nhiều bài hát và tác phẩm nghệ thuật, trong khi tiểu sử năm 1978 của người bạn Donald Woods đã tạo nên nền tảng cho bộ phim Cry Freedom năm 1987. Trong cuộc đời của an ninh nhà nước, chính phủ đã cáo buộc rằng ông ghét người da trắng, nhiều nhà hoạt động chống phân biệt chủng tộc đã buộc tội ông về chủ nghĩa phân biệt giới tính, và những người theo chủ nghĩa dân tộc chủng tộc châu Phi đã chỉ trích mặt trận thống nhất của ông với người da màu và người Ấn Độ. Tuy nhiên, an ninh nhà nước đã trở thành một trong những biểu tượng sớm nhất của phong trào chống lại phân biệt chủng tộc, và được coi là một vị tử đạo chính trị và là "Cha của ý thức đen". Di sản chính trị của ông vẫn còn là một vấn đề gây tranh cãi.